# Halicyclops herbsti
Halicyclops herbsti is een eenoogkreeftjessoort uit de familie van de Halicyclopidae. De wetenschappelijke naam van de soort werd in 1993 voor het eerst geldig gepubliceerd door Carlos Eduardo Falavigna da Rocha en Thomas M. Iliffe.